# 李玶
李玶（1924年3月20日—2019年9月10日），湖北大悟人，中国地震构造专家。

## 生平
1947年7月毕业于国立中央大学。1999年当选为中国工程院院士。